# Mercedes-Benz R230
La R230 è la sigla della quinta generazione della Classe SL, un'autovettura roadster di lusso prodotta dalla casa automobilistica tedesca Mercedes-Benz dal 2001 al 2011.

## Storia e profilo
La R230 nasce come sostituta della fortunata serie R129, in listino oramai da dodici anni e coronata da un successo commerciale relativamente buono, se si considera il rango della vettura, non di certo per tutte le tasche.

### Debutto
La nuova SL, contraddistinta dalla sigla R230, venne presentata in anteprima mondiale al Salone di Francoforte. Obiettivo principale di questa vettura, come del resto anche di tutte le altre roadster di lusso, era il mercato statunitense, dove questo genere di vetture è sempre stato parecchio richiesto.

### Linea ed interni
Rispetto alla precedente R129, la R230 propone numerose novità, sia stilistiche, sia di contenuto, ma anche alcune novità che possono essere incluse in entrambe le categorie. Tra queste ultime va sicuramente ricordato il tetto rigido in metallo, ripiegabile elettricamente nell'apposito alloggiamento ricavato all'interno del vano bagagli. Ciò permette di trasformare in soli 16 secondi la splendida roadster R230 in una altrettanto splendida coupé a due posti, e nel contempo va a chiudere l'epoca delle tradizionali roadster Mercedes-Benz con capote in tela.

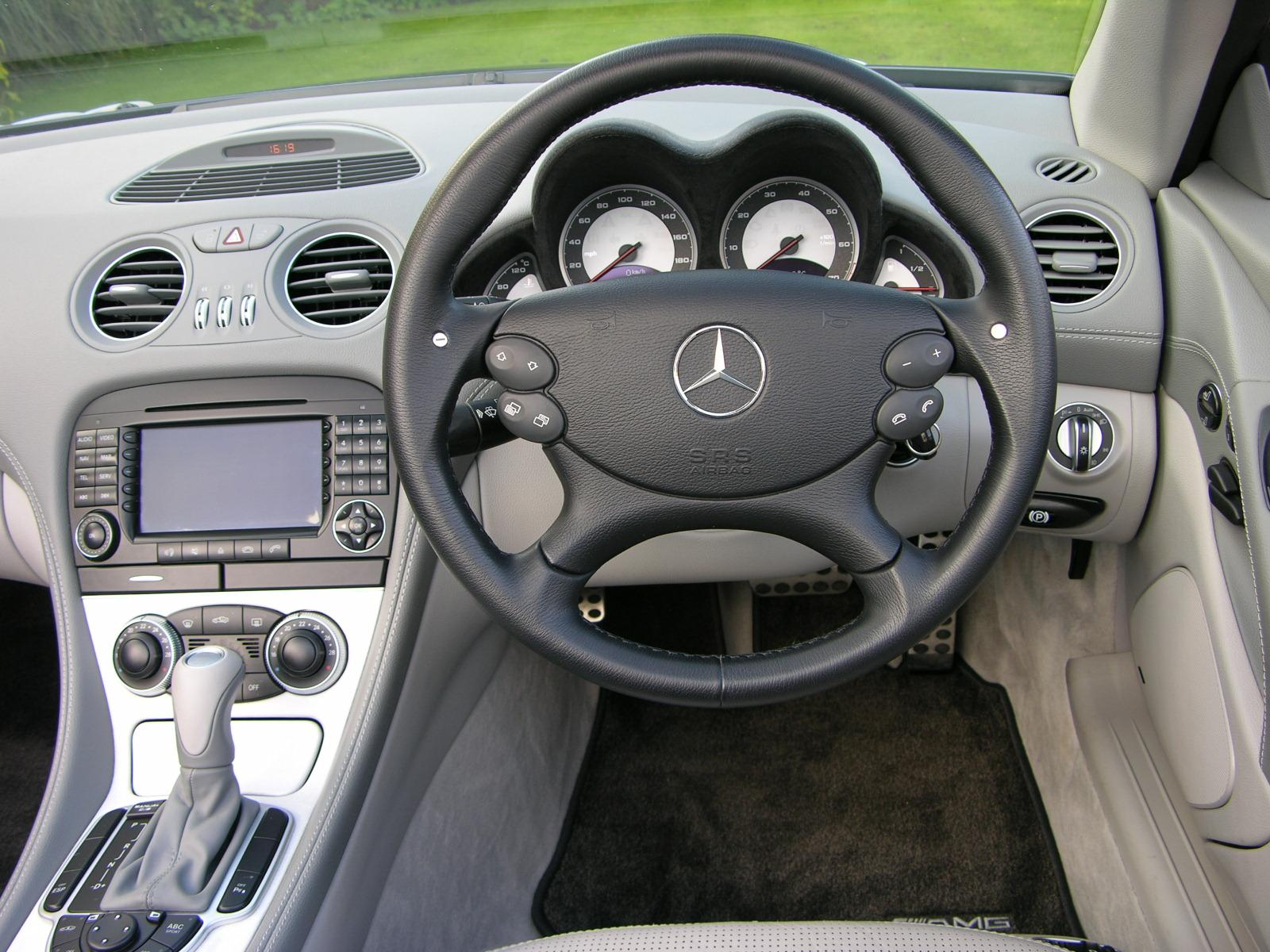
Interni di una Mercedes Benz SL55 AMG

Ma anche per quanto riguarda tutto il resto, la R230 propone novità a profusione sul piano stilistico: il frontale, per esempio, appare molto più affilato del precedente, e sfoggia gruppi ottici circolari sdoppiati, secondo la tradizione Mercedes-Benz dell'inizio del nuovo secolo. Tali fari racchiudono su entrambi i lati la grande calandra a quattro listelli orizzontali, dove campeggia la grande "stella a tre punte", logo storico della casa di Stoccarda.
La fiancata appare più snella e filante di quella del modello R129, ed è caratterizzata da parafanghi anteriori dotati di prese d'aria "a branchia", come nell'antesignana 300 SL "Ali di gabbiano". L'intera vista laterale risulta ancor più filante se si considera la linea di cintura dall'andamento sinuoso.
La coda è caratterizzata invece dai fari posteriori di forma triangolare, anche questa una scelta stilistica che ricalca quanto già visto su altre vetture della casa della stessa lanciate fino a pochissimi anni prima (W203, R170, W220, ecc).
In generale, insomma, è stata creata una silhouette dal profilo aerodinamico assai efficace, basti pensare che il Cx della R230 era, al suo debutto, solamente di 0.29, contro lo 0.32 della R129.
Molto elegante anche l'abitacolo biposto, dove le finiture ed i materiali utilizzati sono di altissimo livello. La plancia è caratterizzata da un disegno morbido e sinuoso, ed include nella dotazione di serie il navigatore satellitare. Il vano bagagli possiede una capacità massima di carico pari a 317 litri, che scendono a 235 in caso di vettura aperta con tetto rigido ripiegato che sottrae spazio al vano bagagli stesso.

### Struttura, meccanica e motori

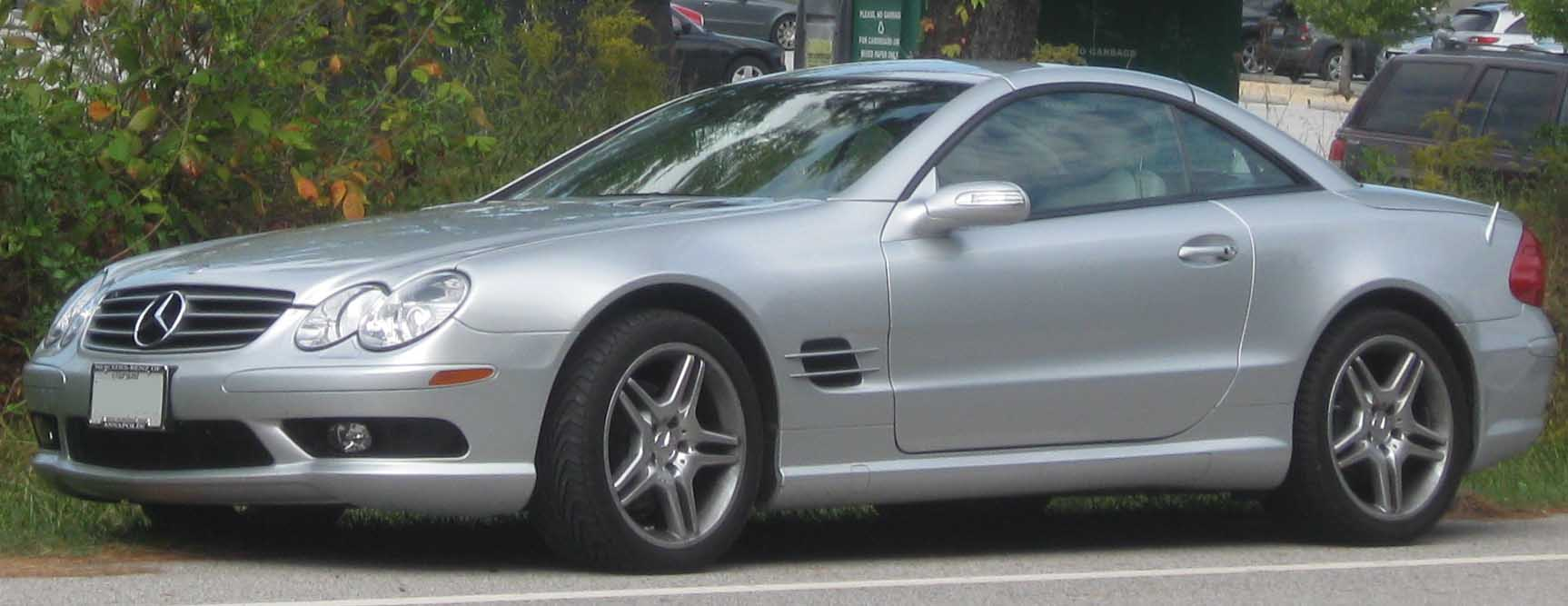
La R230 conserva una linea slanciata ed elegante anche con tetto rigido chiuso

La struttura della R230 è stata progettata e realizzata dai tecnici Mercedes-Benz in modo da ottenere alti valori di rigidità, senza tuttavia penalizzare la vettura con una massa risultante eccessiva. Per questo motivo, si è fatto uso di acciaio altoresistenziale per circa un terzo del totale dei lamierati, ma anche di alluminio, utilizzato per esempio nella produzione dei parafanghi anteriori, delle porte e del cofano motore. Quest'ultimo, in particolare, è stato il più grande cofano motore in alluminio prodotto al momento del debutto, basti pensare che la sua lunghezza era di circa 1.4 m.
La meccanica telaistica della R230 comprendeva un avantreno a 4 bracci oscillanti ed un retrotreno di tipo multilink, quest'ultimo realizzato per la prima volta nella storia interamente in lega di alluminio. Su entrambi gli assi sono montate molle elicoidali ed ammortizzatori a gas. Questo sistema di sospensioni è reso attivo dal sistema ABC (Active Body Control), che agisce automaticamente sulla rigidità degli ammortizzatori e sull'altezza da terra del corpo vettura, diminuendo drasticamente il rollio in curva (fino al 78% più ridotto rispetto alla R129). Inoltre, tale sistema elettronico reimposta automaticamente l'altezza e la rigidità delle sospensioni in base al carico della vettura, cioè di quanto si discosta dal peso a vuoto ogni volta che vi sale una o più persone e se hanno bagagli o meno.
Anche l'impianto frenante, interamente a dischi ventilati (di cui quelli anteriori anche perforati) si avvale di un dispositivo, l'SBC (Servotronic Brake Control), presentato in anteprima mondiale proprio sulla R230. L'SBC è un dispositivo che si avvale di sensori che rilevano la velocità della vettura e la forza della frenata, comunicandoli ad una apposita centralina, la quale gestisce la situazione distribuendo opportunamente la forza frenante sulle quattro ruote. Tale dispositivo è interamente elettronico, e non è interfacciato in alcun modo con qualsiasi organo meccanico della vettura, una caratteristica che prefigura i tanto sbandierati sistemi di guida "drive by wire".
Sia l'SBC che l'ABC "lavorano" in simbiosi con l'ESP, per ricevere i valori più precisi possibile riguardanti quei parametri di guida utili ad intervenire per assicurare una sicurezza di guida ai massimi livelli.
Al suo debutto, la R230 è stata proposta unicamente in una sola motorizzazione, consistente nel V8 M113 da 4966 cm³, in grado di erogare una potenza massima di 306 CV a 5600 giri/min. Tuttavia, al momento del debutto della nuova roadster tedesca, è stata anche annunciata l'imminente commercializzazione della prima versione AMG, dotata di un V8 da 5.4 litri sovralimentato mediante compressore volumetrico ed in grado di sviluppare fino a 476 CV a 6100 giri/min.
Disponibile anche un upgrade performance kit della AMG che portava a 360 CV la potenza della R230. In ogni caso, la R230 montava un cambio automatico a 5 rapporti.

## Evoluzione

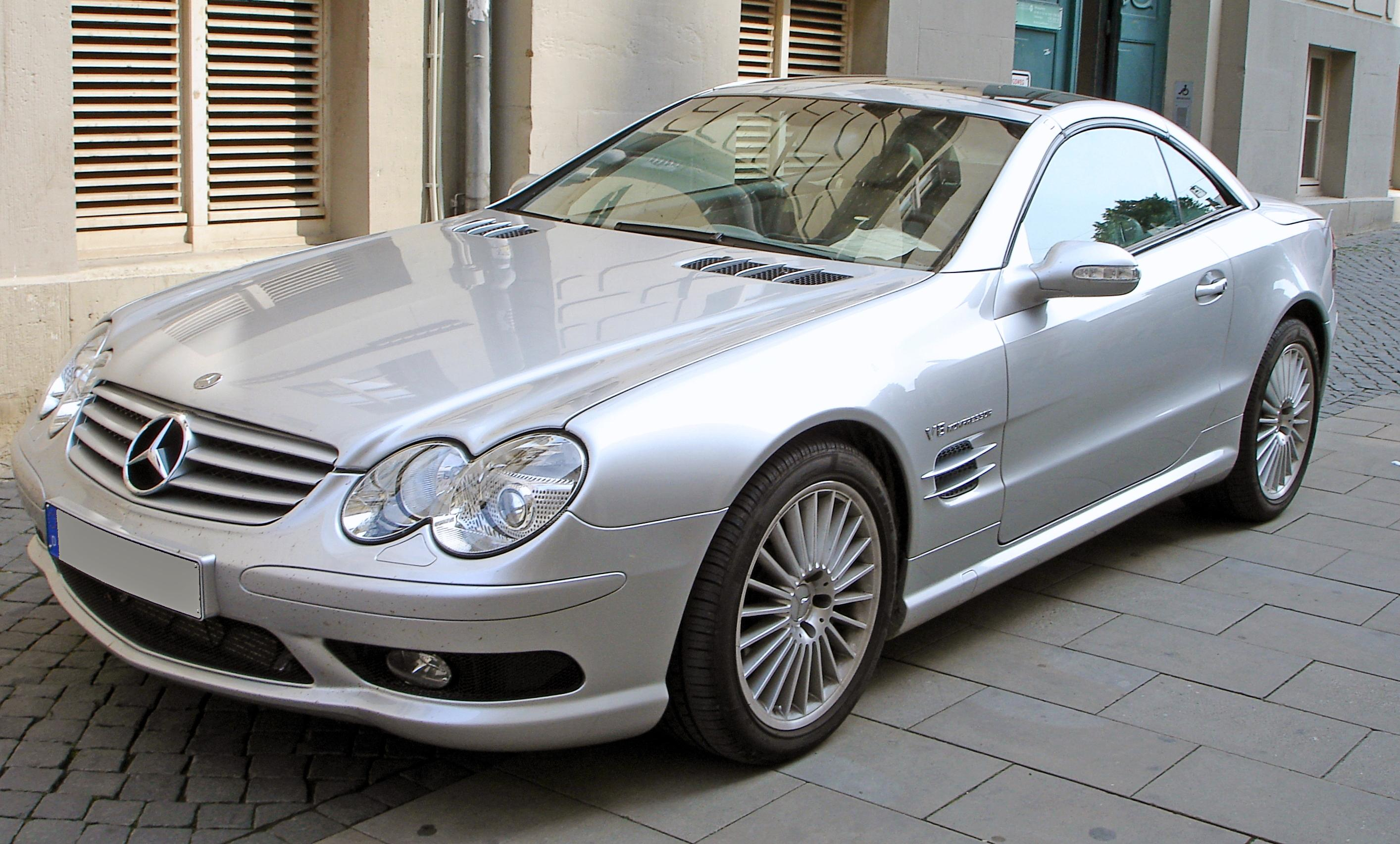
Una SL55 AMG

La già annunciata SL55 AMG fu introdotta un paio di mesi dopo l'inizio della commercializzazione della SL500, vale a dire oramai alla fine del 2001.
La SL55 AMG fu l’auto di Steve Jobs datagli dalla Apple; sfruttando una specifica legge californiana, la cambiava ogni 6 mesi per poter girare senza targa mantenendo sempre lo stesso modello.
Per l'anno successivo, vi fu l'arrivo della SL600, altra versione di punta assieme alla SL55 AMG, ma che, a differenza di quest'ultima, era meno votata alla sportività ed aveva un'erogazione più fluida, che scaturiva dal suo motore V12 biturbo da 5.5 litri con potenza di 500 CV, ma che aveva il suo punto di forza nell'elasticità di marcia, grazie agli 800 N m di coppia massima.
Tra la fine del 2002 e l'inizio del 2003, la gamma si ampliò verso il basso con l'arrivo della SL350, mossa da un V6 di 3.7 litri, capace di erogare fino a 245 CV di potenza massima.
Nel 2004, invece, una nuova versione di punta andò ad estendere la gamma verso l'alto: nacque infatti la SL65 AMG, nuova SL R230 rivisitata dall'azienda di Affalterbach. Il suo V12 biturbo da 6 litri eroga 612 CV di potenza massima, con una coppia motrice che tocca il suo apice di 1250 Nm (limitati elettronicamente a 1000 Nm in quanto in commercio non sono presenti trasmissioni in grado di reggere valori superiori senza compromettere l'affidabilità) in un range compreso tra 2000 e 4000 giri/min. Le sue prestazioni sono le seguenti: 250 km/h autolimitati elettronicamente di serie, che possono essere portati a 300 km/h impostando la funzione limitatore della centralina, oppure il limitatore stesso può essere escluso del tutto in tal caso si raggiunge una velocità massima di 338 km/h.
Nello stesso anno, alcuni esemplari della SL vennero modificati nel design dal designer italo-svizzero Franco Sbarro su commissione di alcuni clienti possessori di questo modello.

### Primo restyling del 2006

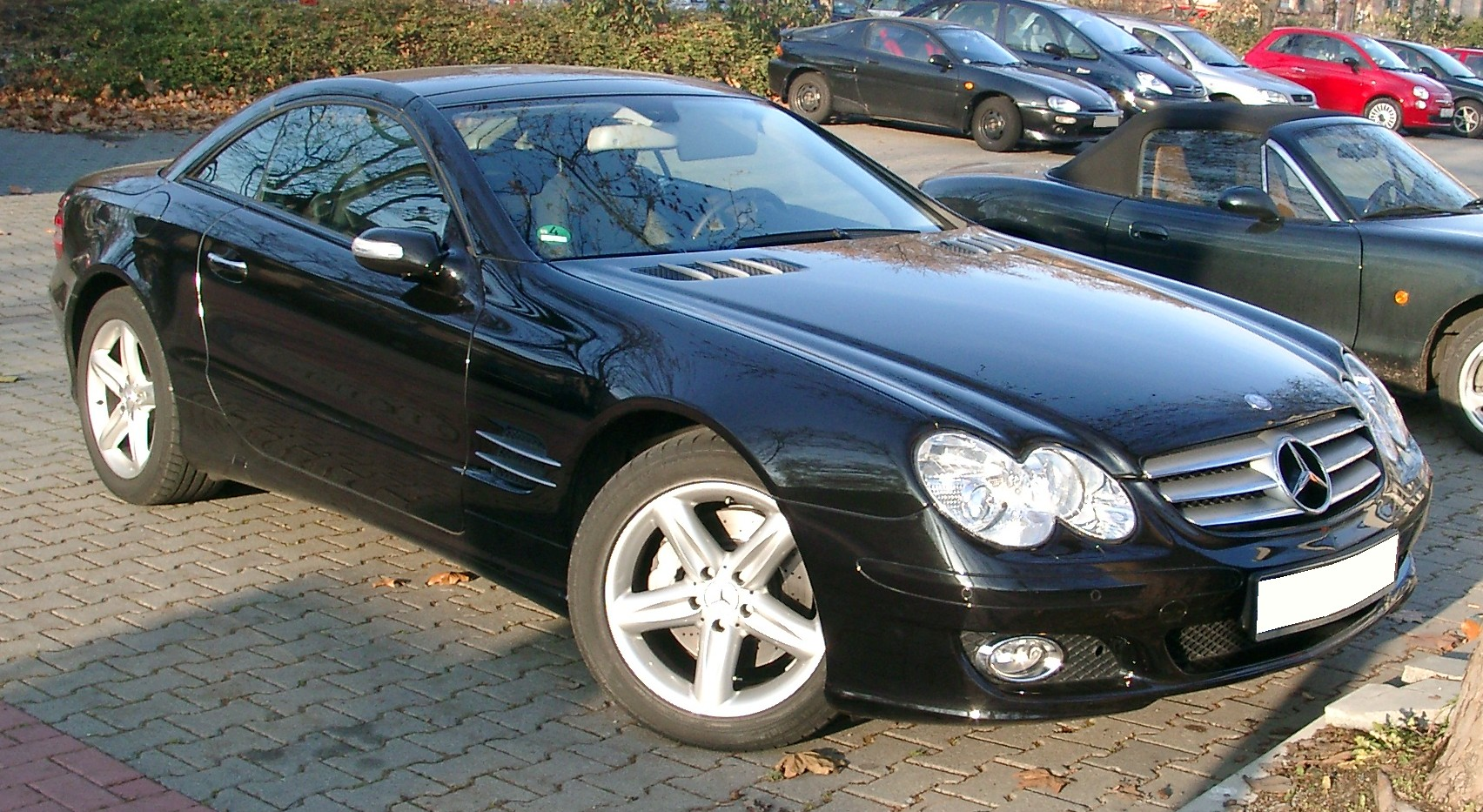
Una SL R230 dopo il primo restyling

Dopo quattro anni e mezzo di commercializzazione, nella primavera del 2006 arriva il primo dei due restyling che hanno caratterizzato la carriera della R230. Sottopelle si hanno diverse novità meccaniche, come i nuovi motori da 3.5 e 5.5 litri che vanno a sostituire i precedenti da 3.7 e 5 litri, mentre le SL600 ed SL55 AMG vedono la loro potenza crescere a 517 CV. Meccanicamente invariata, invece, la estrema SL65 AMG, tranne per il fatto che ora la sua velocità massima viene autolimitata di serie a 300 km/h anziché 250. Inoltre si ha l'arrivo del nuovo cambio automatico7G-Tronic, nonché alcuni aggiornamenti all'avantreno ed alcune migliorie al sistema ABC. Esternamente, invece, vengono ridisegnati paraurti, calandra, fendinebbia e plastiche delle luci posteriori.
Questa, in definitiva, era la gamma R230 nella primavera del 2006:
- SL350, con motore V6 da 3.5 litri e 272 CV;
- SL500 (SL550 nel mercato nordamericano), con motore V8 da 5.5 litri e 388 CV;
- SL600, con motore V12 biturbo da 5.5 litri da 517 CV;
- SL55 AMG, con motore V8 Kompressor da 5.4 litri e 517 CV;
- SL65 AMG, con motore V12 biturbo da 6 litri e 612 CV.

In realtà, per quanto riguarda il vecchio V6 da 3.7 litri, in alcuni mercati esso è stato mantenuto per alcuni mesi nella gamma assieme alla nuova SL350 con motore da 3.5 litri, ma con prezzo di listino sensibilmente diminuito. Tra questi mercati figura anche quello italiano.
In occasione del primo restyling, poi, vengono proposti due livelli di allestimento su tutta la gamma, tranne che nelle versioni AMG. I due livelli di allestimento sono denominati Chrome e Sport.
Impiegando come base meccanica la SL55 AMG, la Fisker Automotive produsse la Tramonto, una cabriolet sportiva ad alte prestazioni in collaborazione con l'azienda italiana Stola. Il design venne curato da Fisker Coachbuild.
La SL55 AMG acquisì notorietà grazie a Steve Jobs, il quale circolava senza targa, poiché sfruttava una legge della California che permette ai proprietari di nuovi veicoli di circolare senza, per un massimo di sei mesi, nell'attesa di riceverla e montarla; Jobs, d'accordo con la società di leasing, prendeva una SL55 AMG nuova ogni sei mesi.

### Secondo restyling del 2008

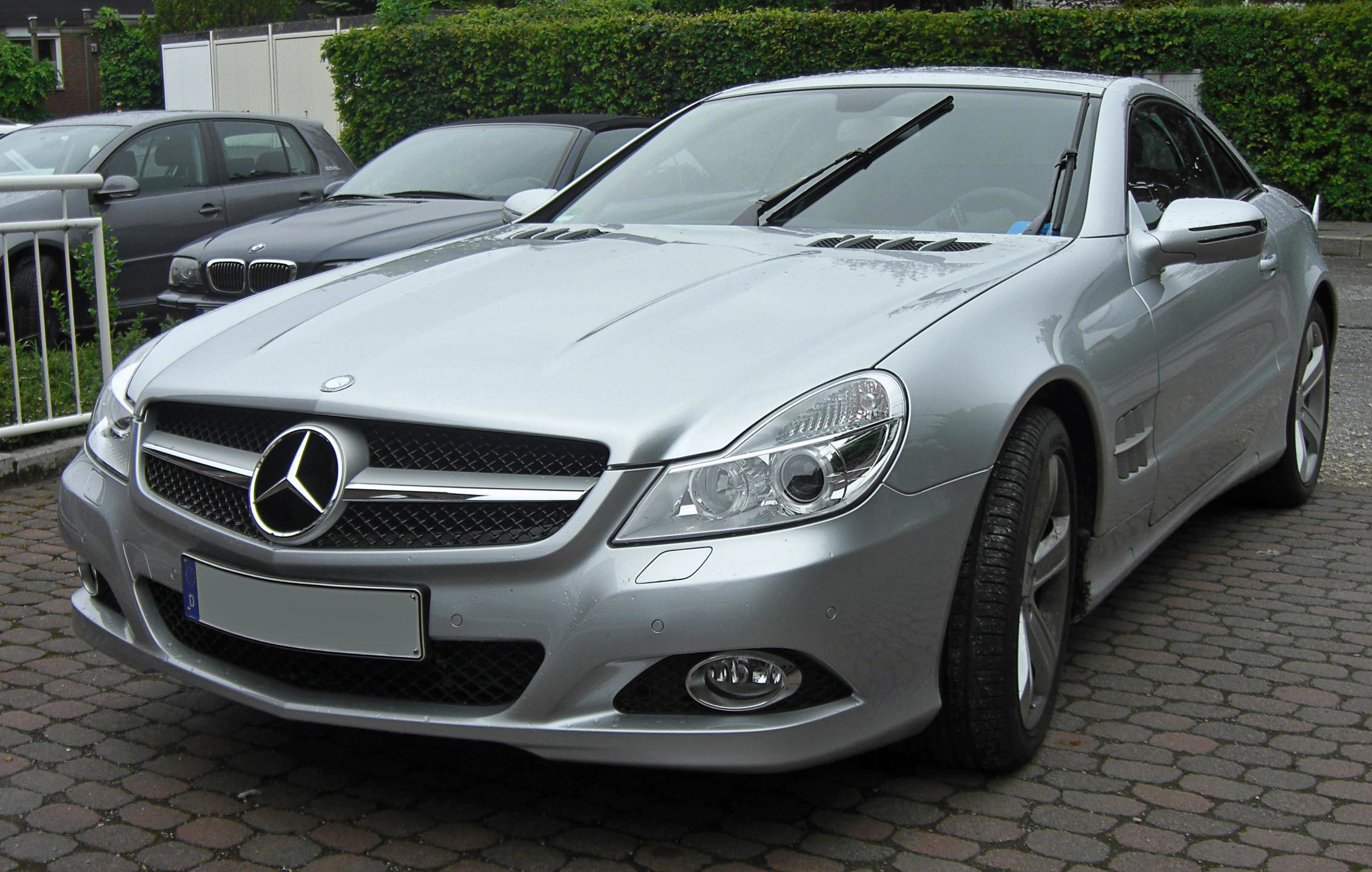
Una SL R230 dopo l'avvento del secondo facelifting

Senza grosse novità, si arriva al secondo restyling, avvenuto nella primavera del 2008, due anni dopo il primo. In questo caso, le novità stilistiche si fanno più marcate ed evidenti, poiché spariscono gli storici gruppi ottici ellissoidali, in favore di nuovi gruppi ottici dal disegno "ad L", che ricordano maggiormente quelli della prima serie della berlina-coupé CLS, e che includono la tecnologia bi-xenon ed il dispositivo Intelligent Light System, che adatta l'intensità e l'inclinazione del fascio di luce a seconda del carico della vettura e delle condizioni di luminosità esterne. Vengono nuovamente ridisegnati anche la calandra ed i due paraurti.
Per quanto riguarda i motori, mentre non ci sono novità di rilievo per i modelli SL500, SL600 ed SL65 AMG, vi sono aggiornamenti alla SL350, il cui V6 da 3.5 litri passa da 272 a 316 CV. Inoltre, la SL55 AMG viene sostituita dalla SL63 AMG, equipaggiata da un nuovo 6.2 litri aspirato da 525 CV, mentre alla base della gamma compare la SL280, mossa da un V6 da 3 litri in grado di erogare 231 CV.
In sostanza, questa era la gamma della R230 dopo il restyling del 2008:
- SL280, con motore V6 da 3 litri e 231 CV di potenza massima;
- SL350, con motore V6 da 3.5 litri e 316 CV;
- SL500, con motore V8 da 5.5 litri e 388 CV;
- SL600, con motore V12 biturbo da 5.5 litri e 517 CV;
- SL63 AMG, con motore V8 da 6.2 litri e 525 CV;
- SL65 AMG, con motore V12 biturbo da 6 litri e 612 CV.

Nel 2009, un piccolissimo aggiornamento alla gamma si ha con la nuova nomenclatura della SL 280, che viene ribattezzata SL300, ferme restando tutte le caratteristiche tecniche.

### Fine produzione
Tra la fine del 2009 e l'inizio del 2010 hanno cominciato a circolare le prime foto ritraenti i primi esemplari camuffati della nuova generazione della SL, la futura R231, con debutto fissato per il 2012. Nel frattempo, durante la primavera del 2011 viene introdotta un'edizione speciale, denominata Grand Edition e riservata ai modelli SL300, SL350 ed SL500.
La produzione della SL R230 ha termine nel mese di novembre del 2011: dal mese successivo diviene già ordinabile la nuova generazione della roadster tedesca, contraddistinta dalla sigla R231, per la quale la commercializzazione ufficiale comincerà solo nei primi mesi del 2012, in concomitanza con le due presentazioni ufficiali a Detroit, nel mese di gennaio (in anteprima mondiale) e a Ginevra, a marzo.

## SL65 AMG Black Series

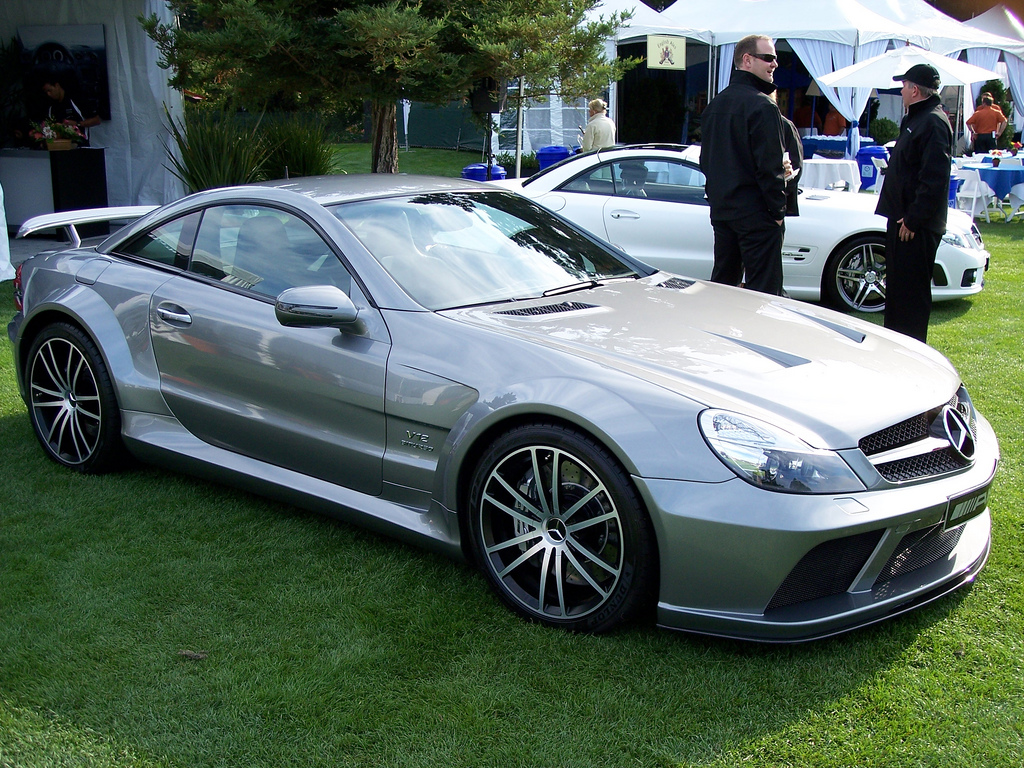
Il profilo della SL65 AMG Black Series

L'ultimo acuto della gamma R230 si ha nel novembre del 2008, quando viene lanciata in tiratura assai limitata la SL65 AMG Black Series, l'unica R230 con carrozzeria coupé e non roadster poiché monta un tetto fisso in fibra di carbonio. Questa vettura, ovviamente prodotta dal reparto sportivo AMG della casa tedesca, è equipaggiata con un motore derivato direttamente dal V12 biturbo della "normale" SL65 AMG. Nella Black Series, la potenza sale a 670 CV, facendo di questa edizione limitata la più potente SL mai costruita. Il cambio montato, anch'esso firmato AMG, è automatico a 5 rapporti. Esternamente, questa versione si riconosce per i passaruota notevolmente allargati, in modo da ospitare cerchi in lega (da 19 pollici davanti e da 20 pollici dietro) con gommatura dedicata (265/35 davanti e 325/30 dietro). Questo sistema permette di allargare le carreggiate della vettura ed aiuta di fatto ad accrescere la tenuta di strada, ma contribuisce anche a rendere molto più aggressivo il corpo vettura. La velocità massima è autolimitata a 320 km/h, senza possibilità di rimuovere il limitatore in via ufficiale. Oltrepassati i 120 km/h, dalla coda fuoriesce un alettone che si solleva di una dozzina di cm per contribuire a schiacciare il retrotreno al suolo.

## Riepilogo versioni e caratteristiche
Di seguito vengono riportate le principali caratteristiche delle versioni previste per la gamma R230 durante la sua lunga carriera. Per i modelli prodotti a partire dal 2006, i prezzi si riferiscono al livello di allestimento meno costoso, che in questo caso è il Chrome. I modelli prodotti nel periodo precedente (2001-06) e tutti i modelli AMG hanno un allestimento unico.
| Modello                                | Sigla telaio | Motore               | Cilindrata cm³ | Potenza CV/rpm | Coppia Nm/rpm   | Cambio/ N°rapporti | Massa a vuoto (kg) | Velocità max | Acceler. 0–100 km/h | Consumo (l/100 km) | Emissioni CO2 (g/km) | Anni di produzione | Prezzo al debutto in Euro |
| -------------------------------------- | ------------ | -------------------- | -------------- | -------------- | --------------- | ------------------ | ------------------ | ------------ | ------------------- | ------------------ | -------------------- | ------------------ | ------------------------- |
| SL280                                  | 230.454      | M272E30 (272.949)    | 2996           | 231/6000       | 300/ 2500-5000  | A/7                | 1.815              | 250          | 7"8                 | 9.4                | 224                  | 2008-09            | 84.360                    |
| SL300                                  | 230.454      | M272E30 (272.949)    | 2996           | 231/6000       | 300/ 2500-5000  | A/7                | 1.815              | 250          | 7"8                 | 9.4                | 224                  | 2009-11            | 86.220                    |
| SL350                                  | 230.467      | M112E37 (112.973)    | 3724           | 245/5700       | 350/ 3000-4500  | A/5                | 1.755              | 250          | 7"2                 | 11.5               | 276                  | 2003-06            | 84.200                    |
| SL350                                  | 230.456      | M272E35 (272.966)    | 3498           | 272/6000       | 350/ 2400-5000  | A/7                | 1.825              | 250          | 6"6                 | 10.3               | 246                  | 2006-08            | 85.620                    |
| SL350                                  | 230.458      | M272E35 (272.968)    | 3498           | 316/6500       | 360/4900        | A/7                | 1.825              | 250          | 6"2                 | 9.9                | 236                  | 2008-11            | 90.960                    |
| SL500                                  | 230.475      | M113E50 (113.963)    | 4966           | 306/5600       | 460/ 2700-4250  | A/5                | 1.855              | 250          | 6"3                 | 12.7               | 300                  | 2001-06            | 100.870                   |
| SL500                                  | 230.471      | M273KE55 (273.965)   | 5461           | 388/6000       | 530/ 2800-4800  | A/7                | 1.910              | 250          | 5"4                 | 12.2               | 291                  | 2006-11            | 107.240                   |
| SL55 AMG                               | 230.472      | M113E55ML (113.995)  | 5439           | 476/6100       | 700/ 2650-4500  | A/5                | 1.955              | 2501         | 4"7                 | 14.3               | -                    | 2001-06            | 131.830                   |
| SL55 AMG                               | 230.474      | M113E55ML (113.992)  | 5439           | 517/6100       | 720/ 2600-4000  | A/5                | 1.960              | 2501         | 4"5                 | 13.6               | 324                  | 2006-08            | 141.660                   |
| SL600                                  | 230.476      | M275KE55LA (275.951) | 5513           | 500/5000       | 800/ 1800-3600  | A/5                | 1.950              | 250          | 4"7                 | 14.5               | -                    | 2002-06            | 136.570                   |
| SL600                                  | 230.477      | M275KE55LA (275.954) | 5513           | 517/5000       | 830/ 1900-3500  | A/5                | 2.045              | 250          | 4"5                 | 14.5               | 340                  | 2006-11            | 139.980                   |
| SL63 AMG                               | 230.470      | M156E63 (156.981)    | 6208           | 525/6800       | 630/5250        | A/7                | 1.970              | 2501         | 4"6                 | 13.9               | 330                  | 2008-11            | 150.880                   |
| SL65 AMG                               | 230.479      | M275KE60LA (275.981) | 5980           | 612/ 4800-5100 | 1000/ 2000-4000 | A/5                | 2.110              | 2501         | 4"2                 | 15.2               | 362                  | 2004-06            | 214.780                   |
| SL65 AMG                               | 230.479      | M275KE60LA (275.981) | 5980           | 612/ 4800-5100 | 1000/ 2000-4000 | A/5                | 2.110              | 300          | 4"2                 | 15.2               | 362                  | 2006-11            | 218.976                   |
| SL65 AMG Black Series                  | -            | M275KE60LA           | 5980           | 670/5400       | 1000/ 2200-4200 | A/5                | 1.870              | 320          | 3"8                 | 16                 | -                    | 2008-09            | oltre 250 mila            |
| 1300 km/h con il pacchetto Performance |              |                      |                |                |                 |                    |                    |              |                     |                    |                      |                    |                           |